# Cantonul Sainte-Geneviève-des-Bois
Cantonul Sainte-Geneviève-des-Bois este un canton din arondismentul Palaiseau, departamentul Essonne, regiunea Île-de-France, Franța.

## Comune
| Comune                    | Populație (1999) | Cod poștal | Cod INSEE   |
| ------------------------- | ---------------- | ---------- | ----------- |
| Sainte-Geneviève-des-Bois | 34.195 hab.      | 91700      | 91 3 25 549 |